# Cyphocharax multilineatus
Cyphocharax multilineatus és una espècie de peix de la família dels curimàtids i de l'ordre dels caraciformes.

## Morfologia
- Els mascles poden assolir 10,9 cm de llargària total.[5]

## Hàbitat
Viu en zones de clima tropical entre 23 °C - 27 °C de temperatura.

## Distribució geogràfica
Es troba a Sud-amèrica:  riu Negro al Brasil i Veneçuela, i riu Orinoco a Veneçuela.